# Thoradonta nodulosa
Thoradonta nodulosa är en insektsart som först beskrevs av Carl Stål 1861.  Thoradonta nodulosa ingår i släktet Thoradonta och familjen torngräshoppor. Inga underarter finns listade i Catalogue of Life.